# Plainmoor
Il Plainmoor è un impianto sportivo situato nella città di Torquay, Devon, in Inghilterra. È la sede delle partite casalinghe del Torquay United Football Club. Lo stadio ha una capacità di 6.500 posti.

## Storia
L'origine del Plainmoor risale circa al 1881, quando fu utilizzato dal Torquay Athletic Rugby Football Club fino al 1904, anno in cui la squadra si trasferì al Torquay's Recreation Ground. Successivamente, lo stadio fu utilizzato dall'Ellacombe FC e, sei anni dopo, si fuse con il vecchio Torquay United per dare vita al Torquay Town.
Nel 1921, il Torquay United Football Club, nato dalla fusione tra il Torquay Town e il Babbacombe FC, si trasferì al Plainmoor, stabilendovi la propria sede definitiva. Negli anni '30, lo stadio subì i primi ampliamenti significativi, inclusa la costruzione di una tribuna principale.
Durante la Seconda Guerra Mondiale, l'impianto fu utilizzato per scopi militari e subì danni significativi, richiedendo estesi lavori di ristrutturazione nel dopoguerra. Anche negli anni '50 si ebbero ulteriori miglioramenti, con il rifacimento del manto di gioco e l'installazione di nuove strutture per gli spettatori.
Negli anni '80 e '90, lo stadio fu modernizzato per soddisfare le normative di sicurezza. Questi lavori includevano l'installazione di barriere di sicurezza, nuovi posti a sedere e miglioramenti alle infrastrutture di accesso e uscita dello stadio. Nel 2000, furono aggiunti posti a sedere e installato un moderno sistema di illuminazione, che permise allo stadio di ospitare partite in notturna con maggiore frequenza.
Nel 2012, fu ultimata la costruzione di una nuova tribuna, nota come Bristow's Bench, in onore di Paul Bristow, che donò una somma significativa per la realizzazione del progetto.
Dal 2014 al 2018, per ragioni di sponsorizzazione, l'impianto ha cambiato nome in Launa Windows Stadium.

## Settori
- Tribuna Principale (Main Stand): Situata a sud-est, è chiusa e offre posti a sedere coperti.
- Carlsberg Popular Terrace: Situata a nord-ovest, è una tribuna opposta con posti in piedi.
- Sparkworld Stand: Situata a nord-est, è l'area ospiti con posti in piedi.
- Yelverton Properties Family Stand: Situata a sud-ovest, offre posti a sedere per le famiglie.

## Dati Statistici
L'affluenza media registrata è di circa 2.291 tifosi per partita.
Il record di affluenza al The Moor è stato stabilito durante la partita Torquay United-Huddersfield Town del 29 gennaio 1955, valida come partita di FA Cup, con 21.908 spettatori presenti. La partita terminò con il successo della squadra avversaria con il risultato di 0-1.

## Trasporti
Plainmoor è facilmente raggiungibile con vari mezzi di trasporto pubblico:
- Autobus: Diverse linee di autobus collegano Plainmoor al centro di Torquay e alle aree circostanti. Le linee più frequenti includono il 12 e il 31, che fermano nelle immediate vicinanze dello stadio[5].
- Stazioni Ferroviarie: La stazione ferroviaria più vicina è Torquay Station, situata a circa 2,5 chilometri dallo stadio. Da lì, è possibile prendere un autobus o un taxi per raggiungere Plainmoor in pochi minuti[6].